# Composizioni di Jake Heggie

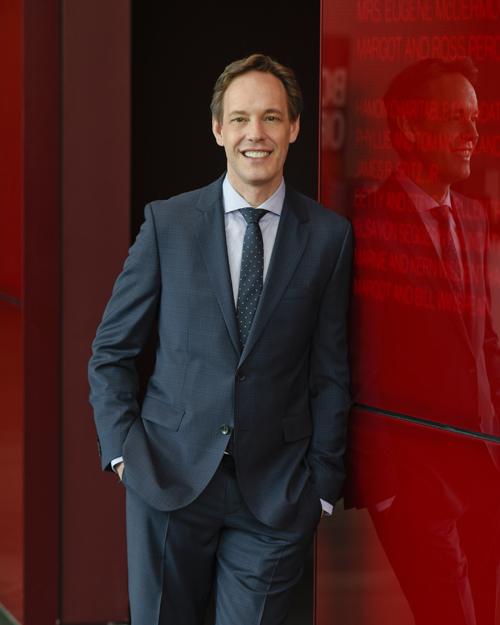
Jake Heggie nel 2005

John ("Jake") Stephen Heggie è un compositore e pianista statunitense di musica lirica, musica vocale, orchestrale e musica da camera. È molto noto per le sue opere e le sue canzoni d'arte e per le sue collaborazioni con artisti e scrittori di fama internazionale.
È nato a West Palm Beach, in Florida, il 31 marzo 1961 da Judith (nata Rohrbach) e John Francis Heggie, terzo di quattro figli. Suo padre era un medico e un sassofonista dilettante e sua madre un'infermiera. Poco dopo la nascita di Heggie, la sua famiglia si trasferì a Columbus, Ohio. Iniziò a studiare pianoforte all'età di sette anni.
Questa è una lista di composizioni di Jake Heggie ordinate per genere, data di composizione e titolo.
| Genere      | Data | Titolo                                                                                     | Testo                                                                                            | Orchestrazione | Note |
| ----------- | ---- | ------------------------------------------------------------------------------------------ | ------------------------------------------------------------------------------------------------ | --- | --- |
| Opera       | 2000 | Dead Man Walking                                                                           | Libretto di Terrence McNally                                                                     | Un'opera in due atti | Basata sul romanzo omonimo di suor Helen Prejean. Commissionata dall'Opera di San Francisco. |
| Opera       | 2019 | If I Were You                                                                              | Libretto di Gene Scheer                                                                          | Un'opera in due atti | Basata sul romanzo Si j'etais vous di Julien Green. Commissionato dal programma Merola Opera. |
| Opera       | 2000 | Again                                                                                      | Libretto di Kevin Gregory                                                                        | Scena operistica per quattro voci soliste (soprano, mezzosoprano, tenore e baritono) con orchestra da camera                                  | Commissionata dalla EOS Orchestra (Jonathan Sheffer, direttore musicale). |
| Opera       | 2003 | The End of the Affair                                                                      | Libretto di Heather McDonald                                                                     | Un'opera in due atti | Basata sul romanzo omonimo di Graham Greene. Commissionato dalla Houston Grand Opera. Rivisto nel 2004-2005. |
| Opera       | 2005 | At the Statue of Venus                                                                     | Libretto di Terrence McNally                                                                     | Una scena musicale per soprano e pianoforte                                                                                                   | Commissionata da Opera Colorado. |
| Opera       | 2006 | To Hell e Back                                                                             | Libretto di Gene Scheer                                                                          | Un'opera in un atto per soprano, Soprano di Broadway e orchestra di strumenti d'epoca                                                         | Commissionata dalla Philharmonia Baroque Orchestra. |
| Opera       | 2008 | Three Decembers                                                                            | Libretto di Gene Scheer                                                                          | Un'opera in un atto | Basata sullo script originale di Terrence McNally, "Some Christmas Letters." Commissionata dalla Houston Grand Opera e cocommissionata dalla San Francisco Opera in associazione con Cal Performances alla UC Berkeley. |
| Opera       | 2010 | Moby-Dick                                                                                  | Libretto di Gene Scheer                                                                          | Un'opera in due atti | Basata su racconto omonimo di Herman Melville. Commissionata da Dallas Opera, San Francisco Opera, Calgary Opera, San Diego Opera e la State Opera of South Australia. |
| Opera       | 2012 | Another Sunrise                                                                            | Libretto di Gene Scheer                                                                          | Scena drammatica per soprano, clarinetto, violino, violoncello, basso, e pianoforte                                                           | Commissionata da Music of Remembrance (Mina Miller, direttore artistico) |
| Opera       | 2013 | Out of Darkness                                                                            | Libretto di Gene Scheer                                                                          | Opera in tre parti per soprano, mezzosoprano, baritono, attore, con flauto, clarinetto, violino, violoncello, contrabbasso e piano            | Opera in tre parti: 1. Another Sunrise 2. Farewell, Auschwitz 3. For a Look or a Touch Commissionata da Music of Remembrance (Mina Miller, direttore artistico). Ogni parte ha ricevuto la sua prima individualmente da Music of Remembrance. |
| Opera       | 2014 | The Radio Hour                                                                             | Libretto di Gene Scheer                                                                          | Opera da camera per coro da camera, attrice muta, flauto, clarinetto, sax alto, percussioni, pianoforte, violino, violoncello, e contrabbasso | Commissionata da Pacific Chorale, VocalEssence, Conspirare, ed I Philadelphia Singers. |
| Opera       | 2015 | Great Scott                                                                                | Libretto di Terrence McNally                                                                     | Un'opera in due atti | Basata su una storia originale di Terrence McNally. Commissionata da Dallas Opera e coprodotta con la San Diego Opera. |
| Voce        | 1992 | Trois poemes de interieurs de Rainer Maria Rilke                                           | Testo di Rainer Maria Rilke                                                                      | per baritono e piano | 1. Portrait intérieure 2. La porteuse de fleurs 3. Epilogue: C’est pour t’avoir vue Non pubblicata. |
| Voce        | 1995 | Encountertenor                                                                             | Versi di John Hall                                                                               | per controtenore e piano | 1. Countertenor’s Conundrum 2. The trouble con trebles in trousers … (Pitch can be a bitch!) 3. A Gift to Share Commissionata da Brian Asawa. |
| Voce        | 1995 | Three Folk Songs                                                                           | Tradizionale                                                                                     | per mezzosoprano e piano | 1. Barb'ry Allen 2. He's Gone Away 3. The Leather-Winged Bat Dedicata a Frederica von Stade. |
| Voce        | 1995 | I shall not live in vain                                                                   | Poesia di Emily Dickinson                                                                        | per mezzosoprano e piano, e per mezzosoprano solo con coro SA, campane a mano e piano                                                         | Brano scritto originariamente nel 1995, espanso e arrangiato per mezzosoprano con coro SA, campane a mano e pianoforte nel 1998. |
| Voce        | 1996 | On the Road to Christmas                                                                   | Testi di A.E. Housman, Frederica von Stade, John Jacob Niles, Emily Dickinson e Jake Heggie      | per mezzosoprano e orchestra d'archi | 1. The Night is Freezing Fast (A.E. Housman) 2. The Car Ride to Christmas (von Stade) 3. Good King Merrily on High (tradizionale) 4. I wonder as I wander (Niles) 5. The Road to Bethlehem (Dickinson) 6. And then the Setting Sun (von Stade) 7. Christmas Time of Year (Heggie) Commissionata da the New Century Chamber Orchestra.                          |
| Voce        | 1996 | My true love hath my heart                                                                 | Poesia di Sir Philip Sydney                                                                      | per soprano, violoncello e piano | Arrangiata anche in duetto per soprano, mezzosoprano, violoncello e pianoforte. |
| Voce        | 1996 | Thoughts Unspoken                                                                          | Versi di John Hall                                                                               | per baritono e piano | 1. A learning experience over coffee… 2. You enter my thoughts 3. To speak of love 4. Unspoken thoughts at bedtime Commissionata da Earle Patriarco. |
| Voce        | 1997 | Natural Selection                                                                          | Poesia di Gini Savage                                                                            | per soprano e piano | 1. Creation 2. Animal Passion 3. Alas! Alack! 4. Indian Summer – Blue 5. Connection Musica e Poesia composta per Nicolle Foland. |
| Voce        | 1997 | So Many Notes!                                                                             | Testo di Jake Heggie                                                                             | per 11 cantanti e orchestra | Commissionata da San Francisco Opera per celebrare la sua 75ª Stagione e la riapertura del War Memorial Opera House. Non pubblicata. |
| Voce        | 1997 | Paper Wings                                                                                | Versi di Frederica von Stade                                                                     | per mezzosoprano e piano, e per mezzosoprano e grande orchestra                                                                               | 1. Bedtime Story 2. Paper Wings 3. Mitten Smitten 4. A Route to the Sky Commissionata da Frederica von Stade e dedicata a sua figlia, Lisa Elkus. Orchestrazione commissionata dalla Orchestra di Louisville nel 2000. |
| Voce        | 1998 | Before the Storm                                                                           | Poesia di Judyth Walker, Emily Dickinson, Edna St. Vincent Millay e Dorothy Parker               | per mezzosoprano, violoncello e piano | 1. Before the Storm (Walker) 2. It sounded as if the streets were running (Dickinson) 3. What lips my lips have kissed (Millay) 4. The Thin Edge (Parker) Dedicata a Zheng Cao. Tre brani basati su opere scritte nel 1986, rivisti nel 1998. |
| Voce        | 1998 | Songs to the Moon                                                                          | Poesia di Vachal Lindsay                                                                         | per mezzosoprano e piano | 1. Prologue: Once More – To Gloriana 2. Euclid 3. The Haughty Snail-King 4. What the Rattlesnake Said 5. The Moon’s the North Wind’s Cooky (What the little girl said) 6. What the Scarecrow Said 7. What the Gray-Winged Fairy Said 8. Yet Gentle Will the Griffin Be (What Grandpa told the children) Commissionata per Frederica von Stade da MUSIC ACCORD. |
| Voce        | 1998 | Everyone Sang                                                                              | Poesia di Siegfried Sassoon                                                                      | per baritono e piano | Non pubblicata. |
| Voce        | 1999 | Song and Sonnets to Ophelia                                                                | Testi di Edna St. Vincent Millay e Jake Heggie                                                   | per soprano e piano | 1. The Spring is Arisen; Ophelia’s Song (Heggie) 2. Women have loved before as I love now (Edna St. Vincent Millay) 3. Not in a silver casket cool con pearls (Millay) 4. Spring (Millay) Composta per Peggy Kriha-Dye. |
| Voce        | 1999 | Patterns                                                                                   | Poesia di Amy Lowell                                                                             | Per mezzosoprano, coro SSAA e piano | Commissionata dal coro San Francisco Girls per festeggiare il suo 20º anniversario. |
| Voce        | 1999 | From Emily's Garden                                                                        | Poesia di Emily Dickinson                                                                        | per soprano, flauto, violino, violoncello, e piano                                                                                            | Non pubblicata. |
| Voce        | 2000 | Of Gods and Cats                                                                           | Poesia di Gavin Geoffrey Dillard                                                                 | per mezzosoprano e piano | 1. In the beginning … 2. Once upon a universe Commissionata da Vija Nadai. |
| Voce        | 2000 | How Well I Knew The Light                                                                  | Poesia di Emily Dickinson                                                                        | per soprano e piano | 1. Ample Make This Bed 2. The Sun Kept Setting |
| Voce        | 2000 | Eve-Song                                                                                   | Poesia di Philip Littell                                                                         | per soprano e piano | 1. My name 2. Even 3. Good 4. Listen 5. Snake 6. Woe to Man 7. The Wound 8. The Farm Commissionata da James Schwabacher. |
| Voce        | 2001 | The Starry Night                                                                           | Poesia di Anne Sexton, Emily Dickinson, e A. E. Housman, con testi di Vincent van Gogh           | per mezzosoprano e piano | Commissionata per mezzosoprano Kristine Jepson da Evolutions in Song. |
| Voce        | 2002 | A Great Hope Fell: Songs from Civil War                                                    | Testi di Maya Angelou, Paul Laurence Dunbar, Emily Dickinson, Stephen Foster e altri             | per baritono e orchestra da camera | Commissionata dalla Eos Orchestra (Jonathan Sheffer, direttore) per baritono Gordon Hawkins. Non pubblicata. |
| Voce        | 2002 | The Deepest Desire                                                                         | Testi di Sister Helen Prejean                                                                    | per mezzosoprano e piano, e per mezzosoprano e orchestra da camera                                                                            | 1. The Call; More is required; Love 2. I catch on fire 3. The deepest desire 4. Primary colors Commissionata da Bravo! Vail Valley Music Festival. Orchestrazione commissionata dalla St. Paul Chamber Orchestra nel 2005. |
| Voce        | 2004 | Some Times of Day                                                                          | Testi di Raymond Carver                                                                          | per mezzosoprano, violino, violoncello e piano                                                                                                | 1. The Minuet 2. Simple 3. The Best Time of the Day Commissionata dall'Harmida Trio. |
| Voce        | 2004 | Winter Roses                                                                               | Poesia di Charlene Baldridge, Emily Dickinson, Frederica von Stade e Raymond Carver              | per mezzosoprano, quintetto d'archi, quintetto di fiati e pianoforte                                                                          | Prologo: Winter Roses (Baldridge) I. Two Birds 1. The Wren (Baldridge) 2. The Robin (Dickinson) II. Three Shades (in memoriam C.v.S.) 3. A Hero (von Stade) 4. Sleeping (Carver) 5. To My Dad (von Stade) III. Looking West 6. Sweet Light (Carver) Epilogue: Late Fragment (Carver) Commissionata da Richard e Luci Janssen per Camerata Pacifica.            |
| Voce        | 2004 | Vanity (blah blah me)                                                                      | Testi di Jake Heggie                                                                             | per soprano e piano, e per soprano, clarinetto, violoncello, contrabbasso, piano e percussioni                                                | Commissionata dalla Carnegie Hall per Audra McDonald come parte di un nuovo ciclo, The Seven Deadly Sins (che comprende anche composizioni di Michael John LaChiusa, Stephen Flaherty, Ricky Ian Gordon e altri). |
| Voce        | 2004 | Grow Old Along With Me!                                                                    | Poesia di Robert Browning                                                                        | per baritono e piano | Composto in regalo al baritono Robert Orth. |
| Voce        | 2005 | Statuesque                                                                                 | Testi di Gene Scheer                                                                             | per mezzosoprano e piano; also, con accompagnamento di orchestra da camera                                                                    | 1. Henry Moore: Reclining Figure of Elmwood 2. Pablo Picasso: Head of a Woman, 1932 3. Hapshetsut: The Divine Potter 4. Alberto Giacommetti: Standing Woman #2 5. Winged Victory: We’re Through Commissionata dalla University of Kansas di Lawrence per il mezzosoprano Joyce Castle.                                                                         |
| Voce        | 2005 | Here and Gone                                                                              | Poesia di A.E. Housman e Vachal Lindsay                                                          | per tenore e baritono con violino, viola, violoncello e piano                                                                                 | 1. The Farms of Home (Housman) 2. In Praise of Songs That Die (Lindsay) 3. Stars (Housman) 4. The Factory Window Song (Lindsay) 5. In the Morning (Housman) 6. Because I Liked You Better (Housman) 7. The Half-Moon Westers Low (Housman) Commissionata da Welz Kaufman ed il Ravinia Festival per lo Stearns Institute di Young Artists.                     |
| Voce        | 2005 | The Other Woman                                                                            | Liriche di Mark Campbell                                                                         | per voce maschile e piano | Da Songs from an Unmade Bed, un'opera teatrale che presenta 18 canzoni di vari compositori con testi di Mark Campbell. |
| Voce        | 2007 | Facing Forward/Looking Back                                                                | Poesia di Charlene Baldridge, Eugenia Zukerman, Raymond Carver, Armistead Maupin e Jake Heggie   | per soprano e mezzosoprano con piano | Commissionata da Welz Kaufman e Ravinia Festival per lo Stearns Institute di Young Artists. |
| Voce        | 2007 | Final monologue from Master Class                                                          | Testi di Terrence McNally                                                                        | per mezzosoprano e piano | Composta per mezzosoprano Joyce DiDonato per festeggiare il 50º anniversario del Merola Opera Program e per ricordare il compianto James Schwabacher. |
| Voce        | 2008 | Friendly Persuasions: Homage to Poulenc                                                    | Poesia di Gene Scheer                                                                            | per tenore e piano | 1. Wanda Landowska 2. Pierre Bernac 3. Raymonde Linossier 4. Paul Eluard Basata su quattro amicizie e incontri trasformativi nella vita di Francis Poulenc. |
| Voce        | 2011 | Pieces of 9/11: Memories from Houston                                                      | Testi di Gene Scheer                                                                             | per soprano, baritono e ragazza soprano (età 14–18) con flauto, chitarra, violino e violoncello                                               | 1. Prelude; Lauren 2. Lessons 3. Phone Calls 4. That Moment On 5. Beyond 6. An Open Book Commissionata da Houston Grand Opera. |
| Voce        | 2011 | A Question of Light                                                                        | Testi di Gene Scheer                                                                             | per baritono e piano | 1. The Light of Coincidences (Magritte) 2. Eccentric Flint (Maya c. AD 600–900) 3. Yellow Flowers in a Vase (Caillebotte) 4. Place de la Concorde (Mondrian) 5. El Hombre (Tamayo) 6. Watch (Murphy) Commissionata da Dallas Opera in associazione con the Dallas Museum of Art per baritono Nathan Gunn.                                                      |
| Voce        | 2011 | The Years Roll By                                                                          | Testi di Charles Hart                                                                            | per soprano e mezzosoprano con piano | Composta per soprano Kiri Te Kanawa e mezzosoprano Frederica von Stade. |
| Voce        | 2011 | The Breaking Waves                                                                         | Testi di Sister Helen Prejean                                                                    | per mezzosoprano e piano | Commissionata dalla Carnegie Hall per mezzosoprano Joyce DiDonato ed il pianista David Zobel. |
| Voce        | 2012 | Farewell, Auschwitz                                                                        | Testi adattati da Gene Scheer                                                                    | per soprano, mezzosoprano, baritono e piano, o con clarinetto, violino, violoncello, contrabbasso, e piano                                    | 1. Prologue: per Maria 2. Soldiers 3. Diamonds 4. In the Cards 5. Irenka 6. Miss Ziutka 7. The Sun and the Skylark 8. Farewell, Auschwitz Commissionata da Music of Remembrance (Mina Miller, direttore artistico). |
| Voce        | 2012 | Camille Claudel: Into the Fire                                                             | Testi di Gene Scheer                                                                             | per mezzosoprano e quartetto d'archi | 1. Rodin 2. La Valse 3. Shakuntala 4. La petite châtelaine 5. The Gossips 6. L’age mûr 7. Epilogue: Jessie Lipscomb visits Camille Claudel, Montdevergues Asylum, 1929 Commissionata da San Francisco Performances. |
| Voce        | 2012 | Of Laughter and Farewell                                                                   | Poesia di Vachal Lindsay                                                                         | per tenore o baritono e piano | 1. By The Spring, At Sunset 2. Under the Blessing of Your Psyche Wings Commissionata da Ravinia Festival (2012) e Opera America (2013). |
| Voce        | 2013 | From "The Book of Nightmares"                                                              | Poesia di Galway Kinnell                                                                         | per soprano, violoncello e piano | 1. You Scream 2. In A Restaurant 3. My Father’s Eyes 4. Back You Go Composta per soprano Lisa Delan. |
| Voce        | 2013 | For a Look or a Touch (ciclo di canzoni)                                                   | Libretto di Gene Scheer                                                                          | per baritono e piano, o baritono con flauto, clarinetto, violino, violoncello, piano                                                          | In origine commissionata da Music of Remembrance come lavoro per il palcoscenico, la versione del ciclo di canzoni è stata creata nel 2013. |
| Voce        | 2014 | Newer Every Day: Songs for Kiri                                                            | Poesia di Emily Dickinson                                                                        | per soprano e piano | 1. Silence 2. I’m Nobody! Who are You? 3. Fame 4. That I did always love 5. Goodnight Commissionata dal Ravinia Festival in celebrazione del 70º compleanno di Dame Kiri Te Kanawa. |
| Voce        | 2015 | The Work at Hand                                                                           | Poesia di Laura Morefield                                                                        | per mezzosoprano, violoncello e piano; anche per mezzosoprano, violoncello e orchestra                                                        | Tre brani sinfonici basati su versi della compianta Laura Morefield (1961–2011). Commissionati per il mezzosoprano Jamie Barton e la violoncellista Anne Martindale Williams dalla Carnegie Hall e la Pittsburgh Symphony. |
| Orchestra   | 2001 | "Cut Time" Variations                                                                      |                                                                                                  | per piano e orchestra da camera | Commissionata dalla Eos Orchestra (Jonathan Sheffer, direttore d'orchestra) per il pianista Jeremy Denk. |
| Orchestra   | 2002 | Episodi orchestrali di Dead Man Walking                                                    |                                                                                                  | per orchestra piena | Commissionata dalla Orchestra sinfonica di Dallas (Andrew Litton, direttore musicale). |
| Orchestra   | 2002 | Holy the Firm: un saggio per violoncello e orchestra                                       | Ispirato dal racconto omonimo di Annie Dillard                                                   | per solo violoncello e orchestra | Commissionata dalla Oakland East Bay Symphony (Michael Morgan, direttore) per Emil Miland, violoncellista. |
| Orchestra   | 2013 | Ahab Symphony                                                                              | Testi di Herman Melville (da "Moby-Dick") e Wystan Hugh Auden (dal suo poema, “Herman Melville”) | per tenore solo, coro SATB e grande orchestra                                                                                                 | Commissionata dalla University of North Texas. |
| Coro        | 1987 | Faith Disquiet                                                                             | Poesia di Emily Dickinson                                                                        | per coro SATB (a cappella) | 1. “Why do I love” You, Sir? 2. What if I say I shall not wait! 3. If you were coming in the fall Commissionata dal Coro UCLA (William Hatcher, direttore). |
| Coro        | 1999 | Anna Madrigal Remembers                                                                    | Testi di Armistead Maupin                                                                        | per mezzosoprano e 12 voci maschili soliste                                                                                                   | Commissionata da Chanticleer. Non pubblicata. |
| Coro        | 2001 | My Grandmother's Love Letters                                                              | Poesia di Hart Crane                                                                             | per coro SATB e orchestra | Commissionata dalla Choral Arts Society of Philadelphia (Donald Nally, direttore artistico). |
| Coro        | 2003 | He will gather us around da Dead Man Walking                                               | Libretto di Terrence McNally                                                                     | per coro SATB (a cappella) | Un arrangiamento dell'inno originale dell'opera, Dead Man Walking. |
| Coro        | 2006 | Seeking Higher Ground: Bruce Springsteen Rocks New Orleans, 30 aprile 2006                 | Testi di Sister Helen Prejean                                                                    | per doppio coro SATB con orchestra piena | Commissionata da Pacific Chorale. |
| Coro        | 2011 | A Hundred Thousand Stars da A Look or a Touch                                              | Testi di Gene Scheer                                                                             | per coro TTBB e piano, o con flauto, clarinetto, violino, violoncello, e piano                                                                | Questo coro è stato aggiunto a For a Look or a Touch quando il lavoro teatrale originale è stato ampliato per il coro maschile di Seattle nel 2011. |
| Coro        | 2012 | Six Christmas Traditions                                                                   | Liriche di Mark Campbell                                                                         | per coro SATB con piano, flauto e oboe | Commissionata da Renaissance City Choirs (Pittsburgh, PA). |
| Coro        | 2013 | For a Look or a Touch (corale)                                                             | Libretto di Gene Scheer                                                                          | per baritono, coro maschile, attore, flauto, clarinetto, violino, violoncello, piano e percussioni                                            | Originariamente Commissionata da Music of Remembrance, questa seconda incarnazione era Commissionata dal coro Seattle Men ed il coro The Boston Gay Men. |
| Coro        | 2013 | The Narrow Bridge                                                                          | Testi di Pamela Stewart                                                                          | per coro TTBB | Movimento finale di Tyler's Suite, con composizioni di Nolan Gasser, Stephen Schwartz, Ann Hampton Callaway, John Corigliano, John Bucchino, e Lance Horne. Commissionata dal coro di San Francisco Gay Men. |
| Coro        | 2015 | Stop This Day and Night con Me                                                             | Poesia da "Foglie d'erba" di Walt Whitman                                                        | per coro SATB (a cappella) | Composto per The King's Singers come Raymond W. Brock Commission per l'American Choral Directors Association. |
| Strumentale | 1982 | Indiana Bound                                                                              |                                                                                                  | per piano | Non pubblicata. |
| Strumentale | 1983 | Inishfallen                                                                                |                                                                                                  | Suite per piano | Non pubblicata. |
| Strumentale | 1984 | Lugalla                                                                                    |                                                                                                  | per quartetto d'archi | Non pubblicata. |
| Strumentale | 1985 | Glengariff Trio                                                                            |                                                                                                  | per violino, violoncello e piano | Non pubblicata. |
| Strumentale | 1985 | Inishfree                                                                                  |                                                                                                  | per due pianoforti | Non pubblicata. |
| Strumentale | 1986 | Skellig Variations                                                                         |                                                                                                  | per two pianos | Non pubblicata. |
| Strumentale | 1987 | Rhosymedre                                                                                 |                                                                                                  | per due pianoforti | Non pubblicata. |
| Strumentale | 1988 | One Day at the Duck Pond: illustrazioni con musica per scrivere storie (libro per bambini) | Disegni e musica di Jake Heggie                                                                  | per piano | Non pubblicata. |
| Strumentale | 1990 | Divertimento                                                                               |                                                                                                  | per due pianoforti | Non pubblicata. |
| Strumentale | 1991 | Christmas Nocturnes                                                                        |                                                                                                  | per piano | 1. Est is ein Ros’ 2. Coventry Carol 3. O Come, Emanuel 4. The Holly and the Ivy 5. I Saw Three Ships 6. I Wonder as I Wander 7. Silent Night Arrangiamento di Jake Heggie. Non pubblicata. |
| Strumentale | 1996 | Coward/Cabaret                                                                             |                                                                                                  | per violoncello e piano | 1. Mad About the Boy 2. Someday I’ll Find You 3. Meme les anges Musica di Noël Coward, arrangiamento di Jake Heggie. Non pubblicata. |
| Strumentale | 2010 | Fury of Light                                                                              | Ispirato dalla poesia di Mary Oliver, Sunrise                                                    | per flauto e piano; anche per flauto e orchestra da camera                                                                                    | Commissionata per il flautista Carol Wincenc da Linda & Stuart Nelson. Orchestrazione creata nel 2010. |
| Strumentale | 2012 | Orcas Island Ferry                                                                         |                                                                                                  | Suite per violino/viola e piano | 1. Crossing 2. On and Off 3. The Shoreline Lullabye 4. Whistling and Listening 5. In Tows and Threes (Motor Rhythm) Commissionata dal Orcas Island Chamber Music Festival. |
| Strumentale | 2012 | Soliloquio                                                                                 |                                                                                                  | per flauto e piano | Un'ambientazione della canzone Beyond (da Pieces of 9/11) Commissionata dalla Camerata Pacifica (Adrian Spence, direttore artistico). |